# Talvivaara Mining Company
Talvivaara Mining Company é uma empresa de mineração Finlandesa fundada em 2004 quando adquiriu minas na cidade de Sotkamo no leste da Finlândia.
Ao ser criada em 2004 a Talvivaara Mining Company e as autorizações para o inicio da mineração foram dadas pelo governo em 2007 e o inicio da produção começou em setembro de 2008,a construção da mina foi feita entre 2007-2008 e custou 560 milhões de euros.
A companhia atua em mineração de níquel, zinco, cobre e cobalto, a Talvivaara possui uma das maiores reservas de minério da Europa, cerca de 266 milhões de toneladas o que é suficiente para uma produção anual de até 24 anos, a produção anual da empresa é de 33.000 toneladas.
Em 2010 a empresa anunciou a produção e uranio em Sotkamo, a produção anual será de 350 toneladas e gerará uma receita anual de 20 milhões de euros, para a concretizar o inicio das operações de mineração de uranio foram necessários um investimento de 30 milhões de euros e a produção será suficiente para atender em até 80% da demanda de uranio da Finlândia, porém o enriquecimento terá que ser feito no exterior.
A empresa é proprietária da Mina de Talvivaara situada no leste do da Finlândia.
O maior acionista da companhia é fundo soberano do governo finlandês Solidium que possui que 15,18% da ações.
Os 4 maiores acionistas da empresa:
- Solidium Oy 15,18%
- Talvivaaran Kaivososakeyhtiö 9,09%
- Perä Pekka Heikki Juhani 3,56%
- Norilsk Nickel 0,58%

A Talvivaara Mining Company é cotada na Bolsa de Valores de Londres desde de 1 de junho de 2007 e passou a ser cotada também na Bolsa de Valores de Helsinki em 11 de maio de 2009.